# Price County
Price County är ett administrativt område i delstaten Wisconsin, USA, med 14 159 invånare. Den administrativa huvudorten (county seat) är Phillips.  

## Geografi
Enligt United States Census Bureau har countyt en total area på 3 311 km². 3 244 km² av den arean är land och 67 km² är vatten. 

### Angränsande countyn
- Ashland County - nordväst
- Iron County - nordost
- Vilas County - nordost
- Oneida County - öst
- Lincoln County - sydost
- Taylor County - syd
- Rusk County - väst
- Sawyer County - väst